# Titanopsis calcarea
Titanopsis calcarea är en isörtsväxtart som först beskrevs av Hermann Wilhelm Rudolf Marloth, och fick sitt nu gällande namn av Schwant. Titanopsis calcarea ingår i släktet Titanopsis och familjen isörtsväxter. Inga underarter finns listade i Catalogue of Life.

## Bildgalleri

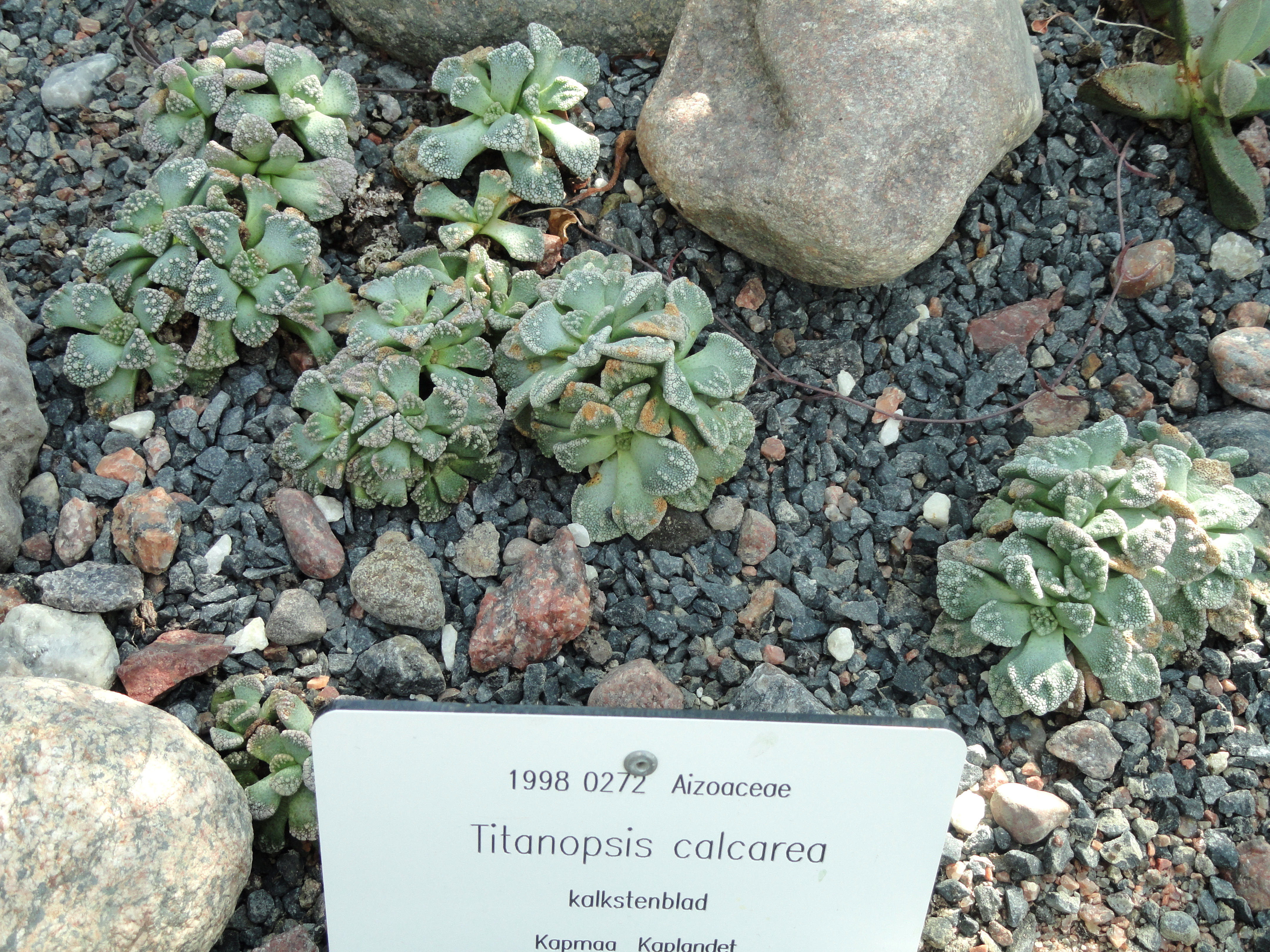
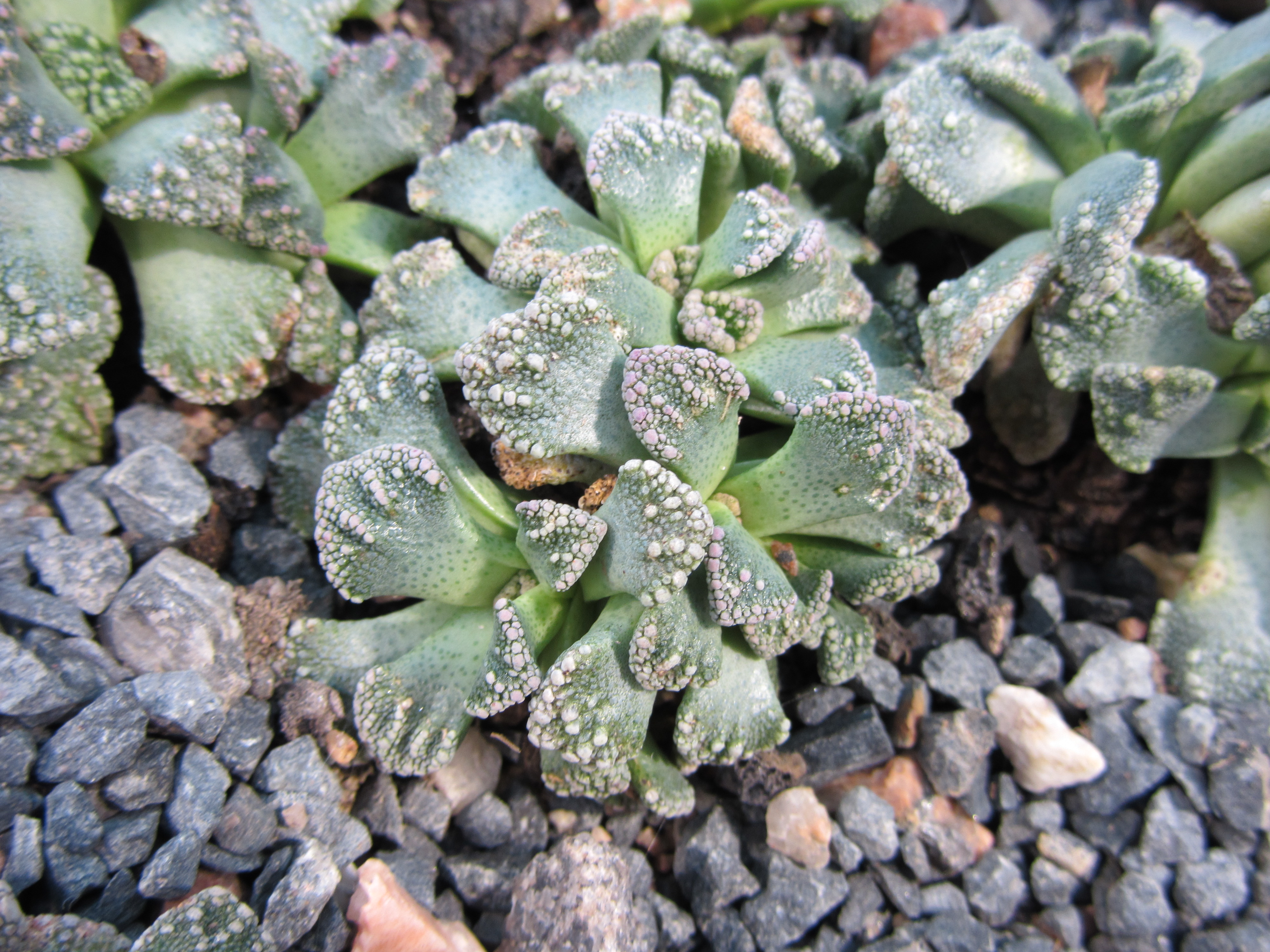
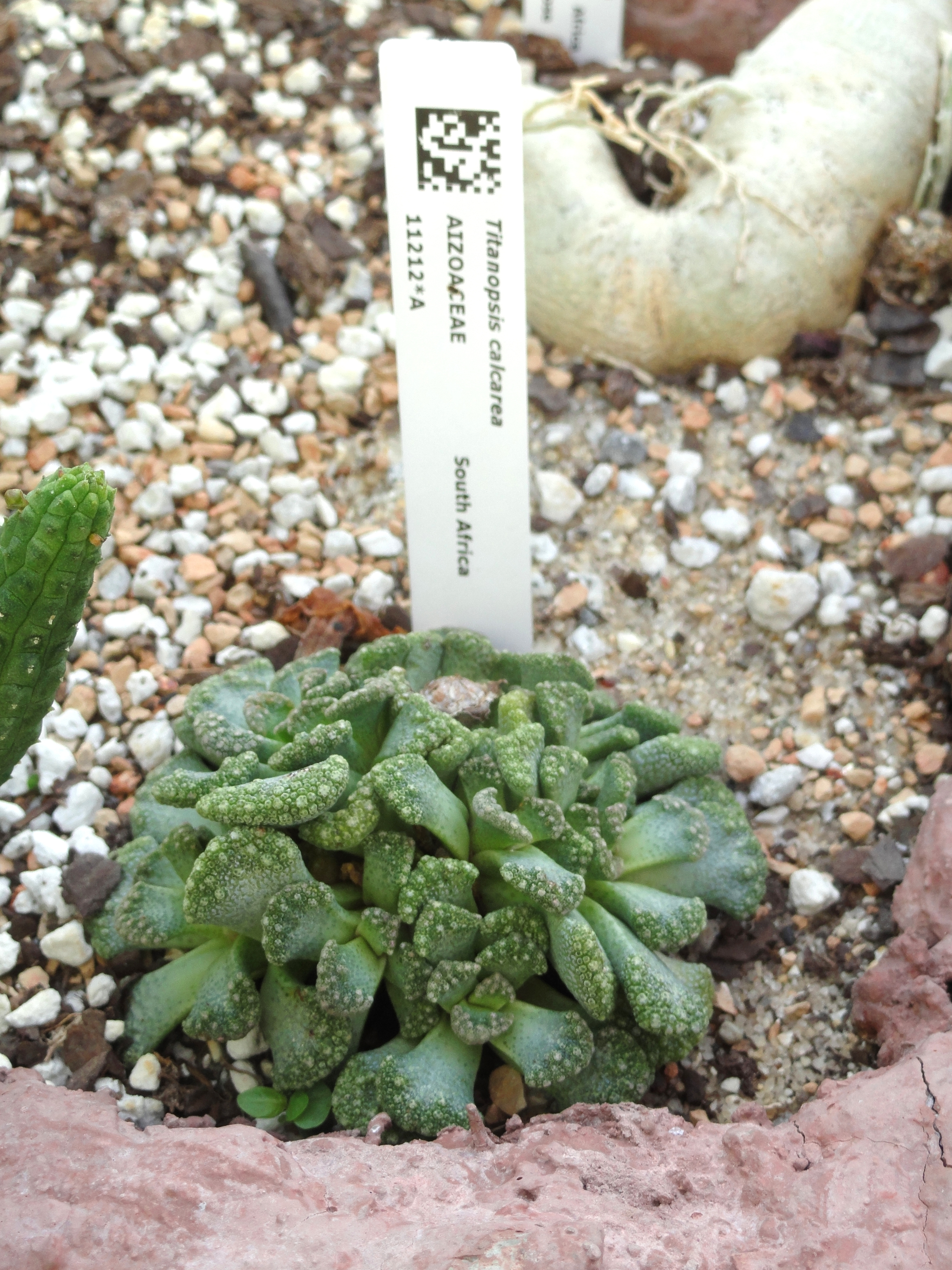
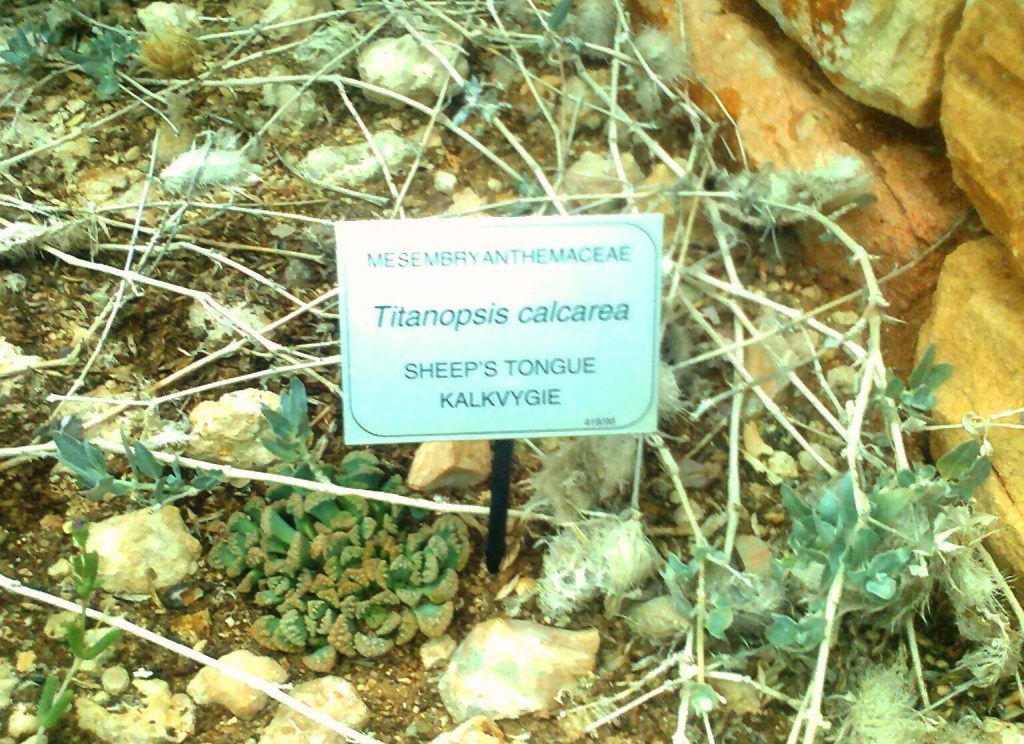
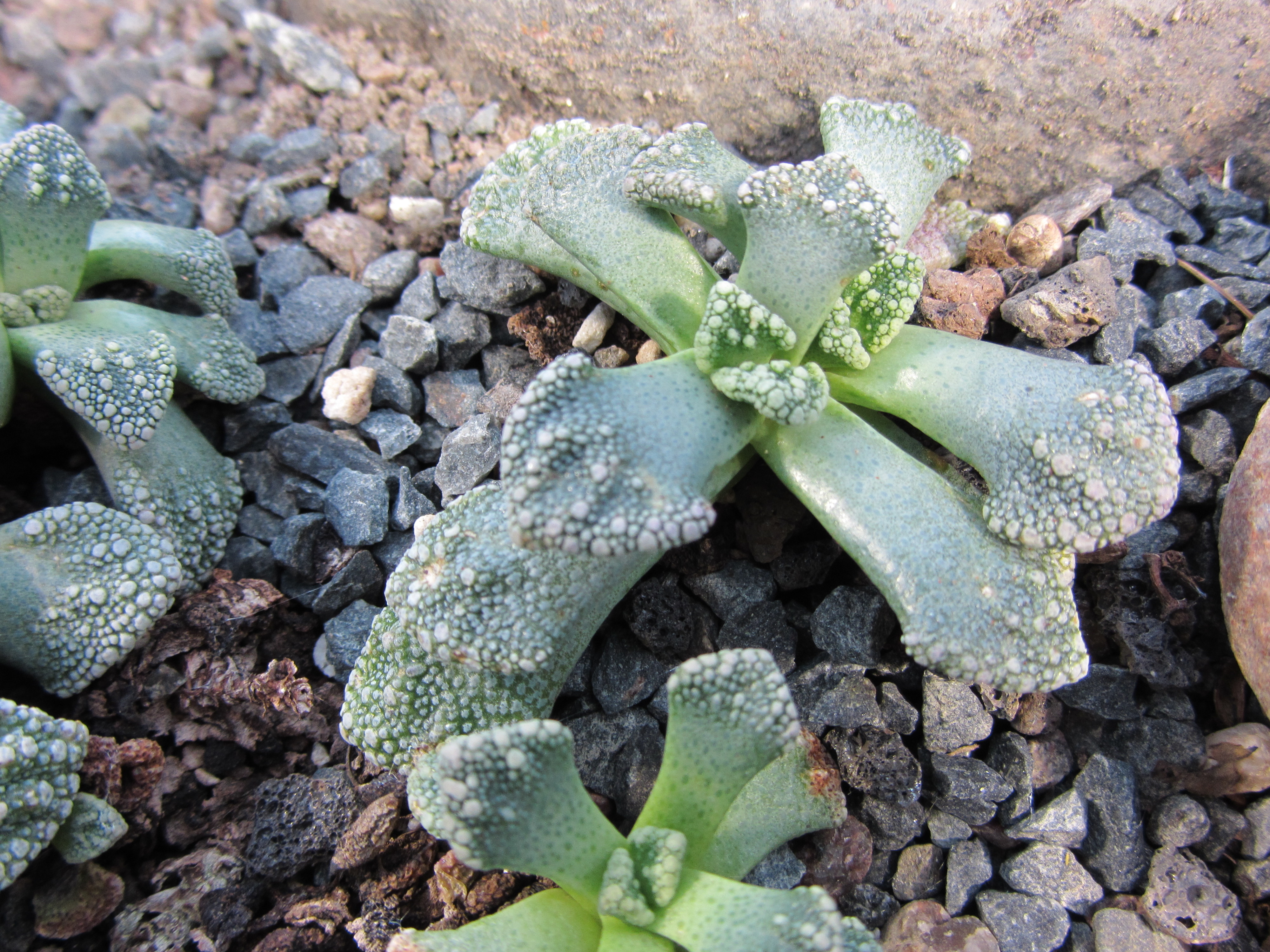